# Pixia
Pixia — бесплатный растровый графический редактор, разработанный Исао Маруока.

## Описание
Первоначально графический редактор предназначался для создания аниме/манги, но позже стал использоваться в других областях искусства.
Pixia поддерживает графические планшеты фирмы Wacom, трёхмерные слои, эффекты прозрачности, может работать с самыми популярными форматами файлов изображений (.bmp, .jpeg, .tiff, .ico, .pict, .png), поддерживает формат Adobe Photoshop — .psd, а также имеет свой собственный — .pxa.
Оригинальная версия Pixia создана на японском языке, но также существуют переводы на другие, включая английский, французский, итальянский, испанский, китайский упрощённый, китайский традиционный, польский, корейский и немецкий языки.
Утилита не является кроссплатформенным программным обеспечением и работает только на компьютерах под управлением операционной системы Microsoft Windows. Может быть запущена под Linux с помощью Wine.